# George Wiley (cycliste)
George Ellsworth Wiley (né le 1er mai 1881 à Little Falls aux États-Unis - mort le 3 mars 1954 à Little Falls) est un coureur cycliste sur piste américain, spécialiste du demi-fond.

## Palmarès
- 1904
  -  Médaillé d'argent en 5 mile aux Jeux olympiques de Saint-Louis
  -  Médaillé de bronze en 25 mile aux Jeux olympiques de Saint-Louis
- 1912
  -  Championnat du monde de demi-fond professionnel aux Championnats du monde de Newark
- 1913
  - 3e des Six jours de Paris (avec Robert Walthour Senior)